# Gottfried-Semper-Denkmal

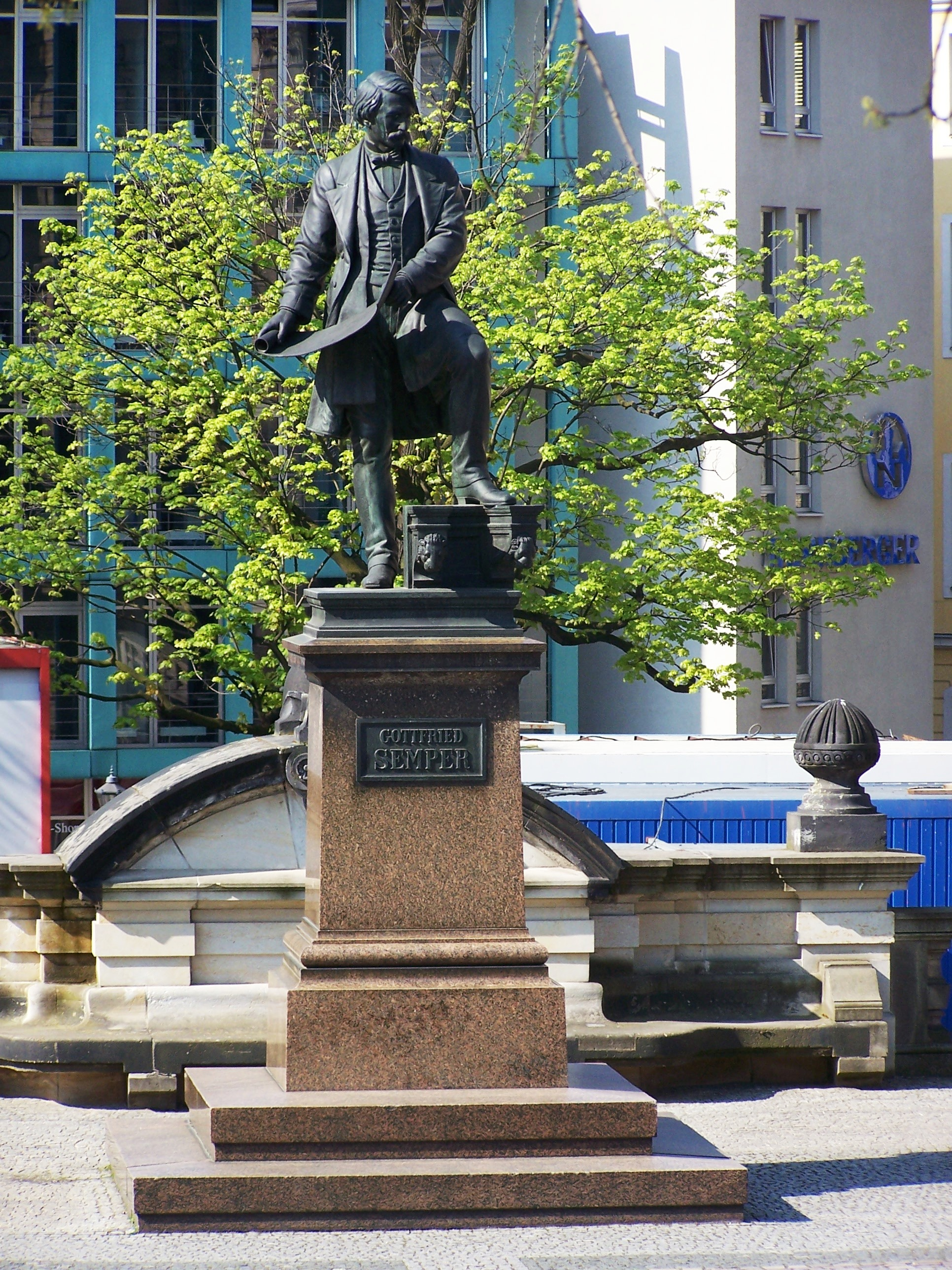
Gottfried-Semper-Denkmal, 2008.

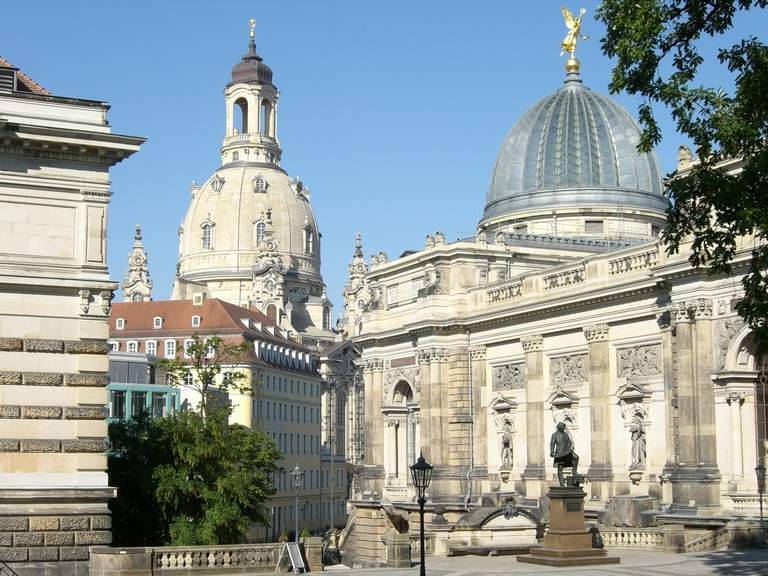
Standort und Umgebung des Gottfried-Semper-Denkmals: Blick von der Brühlschen Terrasse am Denkmal vorbei über den Georg-Treu-Platz, rechts der Kunsthallen- und Oktogon-Trakt der Kunstakademie mit Zitronenpresse, links daneben die Kuppel der Frauenkirche, ganz links eine Ecke des Albertinums, 2006.

Das Gottfried-Semper-Denkmal ist ein Denkmal in Dresden zum Gedächtnis an den Architekten und Hochschullehrer Gottfried Semper (1803–1879), als dessen bekanntestes und wichtigstes Werk in der sächsischen Landeshauptstadt die nach ihm benannte Semperoper gilt.

## Lage
Das Denkmal steht im Nordosten des Stadtteils Innere Altstadt auf der Brühlschen Terrasse, einem Relikt der Dresdner Befestigungsanlagen. Direkt unter ihm liegt der Eingang zum Museum Festung Dresden. Das Gottfried-Semper-Denkmal befindet sich an der Straße Brühlscher Garten, die nach der anliegenden gleichnamigen Grünfläche benannt ist. Eine doppelläufige Freitreppe, die von der Terrasse hinab zum benachbarten Georg-Treu-Platz führt, umrahmt die Fläche, auf der das Denkmal steht.

## Beschreibung
Das 1891–92 geschaffene Gottfried-Semper-Denkmal besteht aus einer Bronze-Plastik, die auf einem Postament aus blassrotem Lysekil-Granit ruht. Die lebensgroße Semper-Statue steht in feldherrnartiger Pose mit dem Rücken zum Georg-Treu-Platz. Semper wendet seinen Blick nach halblinks unten (vom Betrachter aus nach rechts), sein Gesicht zeigt also in nördliche Richtung. Gekleidet ist er im Anzug mit einem Mantel darüber. In seinen Händen hält er eine teils zusammengerollte Bauzeichnung. Mit seinem linken Fuß steht er auf einer mit zwei Löwenköpfen verzierten Konsole. Auf der Vorderseite des mehr als 1,50 Meter hohen Sockels ist eine Bronzetafel mit dem Namen des Dargestellten angebracht.

## Geschichte
Gottfried Semper wirkte von 1834 bis 1849 in Dresden. Er gilt als bedeutendster Neorenaissance-Architekt in Sachsen und ist einer der Namensgeber der Semper-Nicolai-Schule, der regionalen Ausprägung dieser Stilrichtung. Semper war Architekturprofessor an der Kunstakademie und entwarf viele bedeutende Bauten in der sächsischen Landeshauptstadt. Dazu zählen die 1847 bis 1854 als Abschluss des Zwingers gebaute Sempergalerie, die 1840 geweihte und 1938 zerstörte Semper-Synagoge, das 1841 fertiggestellte, aber bereits 1869 ausgebrannte Dresdner Hoftheater und – als dessen Ersatzneubau an gleicher Stelle – die 1871 bis 1878 unter Leitung seines Sohnes Manfred Semper errichtete Semperoper.
Wegen seiner Teilnahme am Dresdner Maiaufstand fiel Gottfried Semper beim königlichen Hof in Ungnade und musste aus Dresden fliehen. Bei der Dresdner Bürgerschaft hingegen genoss er weiterhin hohes Ansehen. Aus ihren Reihen kam nach Sempers Tod 1879 der Wunsch, diesem großen Architekten ein Denkmal in der Stadt zu setzen. Das Königreich Sachsen und die Stadt Dresden stellten jedoch wegen Sempers Teilnahme am Maiaufstand kein Geld zur Verfügung. Schließlich stiftete der Verband Deutscher Architekten- und Ingenieurvereine das Denkmal.
Den Auftrag zur Ausführung erhielt der renommierte Dresdner Bildhauer Johannes Schilling (1828–1910), der sich seinen Ruf seit den späten 1860er Jahren mit der Erschaffung der Figurengruppe Vier Tageszeiten und des Rietscheldenkmals errungen hatte. Ab 1889 schuf Schilling zunächst ein Tonmodell der Figur, das Vertreter des Verbandes Deutscher Architekten- und Ingenieurvereine im Dezember 1890 besichtigten und abnahmen. Bei der Besichtigung war auch Gottfried Sempers Sohn Manfred anwesend, der sich mit der Darstellung seines Vaters einverstanden erklärte. König Albert von Sachsen bestimmte den Platz an der Brühlschen Terrasse zum Standort des Denkmals.
Im Frühjahr 1891 fertigte Schilling dann ein Gipsmodell an, nach dessen Vorbild die Kunst- und Glockengießerei Lauchhammer schließlich die Bronzestatue goss. Constantin Lipsius, von dem auch die Pläne für die nach ihm auch als Lipsius-Bau bezeichnete, direkt benachbarte und 1894 fertiggestellte Kunstakademie stammen, lieferte den Entwurf für den Granitsockel. Außerdem steuerte Lipsius die Pläne für die sandsteinerne Freitreppe zum Georg-Treu-Platz bei, die direkt neben dem Denkmal beginnt. Eingeweiht wurde dieses letztendlich am 1. September 1892. Die verheerenden Luftangriffe auf Dresden im Februar 1945 überstand es unbeschadet.
Als Kulturdenkmal steht das Gottfried-Semper-Denkmal heute unter Denkmalschutz (→ Kulturdenkmalliste der Inneren Altstadt). Der Dresdner Kunsthistoriker Fritz Löffler kritisierte das Denkmal im Vergleich zu Schillings vorangegangenen Dresdner Werken als „wesentlich oberflächlicher“.